# Пикерес, Хоакин
Хоакин Пикерес Морейра (исп. Joaquín Piquerez Moreira; родился 24 августа 1998 года, Монтевидео) — уругвайский футболист, левый защитник клуба «Палмейрас» и сборной Уругвая.

## Биография

### Клубная карьера
Пикерес — воспитанник клуба «Дефенсор Спортинг». 19 марта 2017 года в матче против столичного «Ривер Плейта» он дебютировал в уругвайской Примере. В середине 2019 года Пикерес перешёл в «Ривер Плейт». 14 июля в матче против «Прогресо» он дебютировал за новый клуб. 17 августа в поединке против столичного «Насьоналя» Хоакин забил свой первый гол за «Ривер Плейт».
В начале 2020 года Пикерес перешёл в «Пеньяроль». 23 февраля в матче против «Дефенсор Спортинга» он дебютировал за новый клуб.
С 2021 года выступает за бразильский «Палмейрас». На позиции левого флангового защитника он заменил соотечественника Матиаса Винью, который перешёл в итальянскую «Рому». Пикерес сыграл четыре матча в Кубке Либертадорес 2021, в том числе в победном финале против «Фламенго».

### Международная карьера
В начале 2015 года Пикерес в составе юношеской сборной Уругвая принял участие в юношеском чемпионате Южной Америки в Парагвае. На турнире он сыграл в матчах против команд Чили, Колумбии, Эквадора и дважды Аргентины.
В 2019 году в составе олимпийской сборной Уругвая Пикерес принял участие в Панамериканских играх в Перу. На турнире он сыграл в матчах против команд Перу, Аргентины, Ямайки и Гондураса.
3 сентября 2021 года Хакин Пикерес дебютировал в сборной Уругвая. Он вышел на замену Матиасу Винье на 71 минуте гостевого матча отборочного турнира к чемпионату мира 2022 против сборной Перу (4:2).

## Титулы и достижения
- Вице-чемпион Уругвая (1): 2017
- Обладатель Кубка Либертадорес (1): 2021